# Lengua activa-estativa
Las lenguas activas-estativas (es frecuente referirse a ellas con el término inglés split intransitive) son lenguas en las que el único argumento de la oración intransitiva ("S") puede marcarse de dos maneras distintas:
1. S es marcado de la misma forma que el agente ("A") de la oración transitiva ("Juan" en "Juan vio la mesa").
2. S es marcado igual que el objeto directo ("O") en una oración transitiva ("la mesa" en la oración anterior).

Esto afecta a cualquiera que sea el tipo de marca argumental (caso, orden de palabras, etc.).
La codificación de S mediante una u otra forma de marca depende en general del grado de control o de volición que posea S en la oración: Generalmente, cuando S no posee control sobre la acción, la marca corresponde a la de O (el objeto de la oración transitiva típica), pero cuando sí posee el control, o al menos es una acción volitiva, se marcará como A (el agente de la oración transitiva típica).
Cuando, en una lengua activa-estativa, S recibe la marca típica de O o de A se dice que tal lengua "alinea" su S con O o con A, respectivamente.
Las lenguas activas-estativas contrastan con (y son numéricamente mucho menos frecuentes que) las lenguas acusativas (como las lenguas indoeuropeas) y las ergativas (como el euskera): en las lenguas acusativas, S se alinea con A, mientras que en las lenguas ergativas S tiende a alinearse con O.